# Interruptor chopper
El terme Interruptor chopper, o simplement,  chopper s'usa per referir-se als nombrosos tipus de dispositius i circuits electrònics de commutació. El terme s'ha distorsionat una mica i, com a resultat, en l'actualitat (anys 2000) és molt menys usat que fa potser 30 anys o més.
Essencialment, un chopper és un interruptor electrònic que s'usa per a interrompre un senyal sota el control d'un altre. La majoria dels usos moderns també empra nomenclatura alternativa que ajuda aclarir a quin tipus particular de circuit es refereixen. Aquests inclouen:
- Fonts d'alimentació commutades, incloent convertidors d'AC a DC.
- Controls de velocitat per motors de DC.
- Amplificadors de classe D.
- Drivers de freqüència variable.